# Martin Weber (Architekt)
Martin Weber (* 9. Dezember 1890 in Frankfurt am Main; † 27. Februar 1941 ebenda) war ein deutscher Architekt, der vor allem auf dem Gebiet der katholischen Sakralarchitektur hervortrat.

## Leben und Wirken
Nach einer handwerklichen Ausbildung im Baugewerbe besuchte er die Bau- und Kunstgewerbeschule in Offenbach am Main. 1914/1915 arbeitete er in den Büros der Architekten Friedrich Pützer in Darmstadt, der damals Kirchen-Baumeister der Evangelischen Landeskirche in Hessen war, und des Architekten Dominikus Böhm in Offenbach am Main. In den Jahren 1919–1921 lebte er als Oblate (Frater Maurus OSB) in der Benediktinerabtei Maria Laach. Von 1921 bis 1923 betrieb er zusammen mit seinem Lehrer Dominikus Böhm das „Atelier für Kirchenbaukunst“. 1924 ließ er sich als selbständiger Architekt in Frankfurt am Main nieder. 1935 gründete er zusammen mit Rudolf Schwarz auf Burg Rothenfels den „Studienkreis für Kirchenkunst“. Er baute vor allem in seiner Heimatstadt zahlreiche katholische Kirchen, die ihn zu einem der führenden Kirchenbaumeister der Zeit werden ließen.
Webers Kirchen sehen den Altar als Mittelpunkt und Ausgangspunkt des Sakralraums an, weil sich dort die Gemeinde versammelt, um das Messopfer zu feiern. Er konzipierte daher einen einheitlichen Kirchenraum, der mehrschiffige Anlagen nicht vorsah. Der Altar wird gemäß seiner zentralen Aufgabe architektonisch dadurch hervorgehoben, dass er nicht nur stufenförmig erhöht aufgestellt, sondern auch durch die Lichtführung hervorgehoben wird.

## Bauten
|  |

(unvollständig)

### In Frankfurt am Main
- 1924–1925: Kapuzinerkloster (Innenstadt)
- 1925–1927: Pfarrkirche St. Bonifatius (Sachsenhausen)
- 1928–1929: Pfarrkirche Heilig Kreuz, heute Heilig-Kreuz – Zentrum für christliche Meditation und Spiritualität des Bistums Limburg (Bornheim)
- 1930: Christ-König-Kirche (Praunheim)
- 1930–1931: Pfarrkirche Heilig Geist (Riederwald)
- 1931: Kapelle St. Bonifatius (Bonames)
- 1932: Pfarrkirche St. Bartholomäus (Zeilsheim)
- 1932–1933: Pfarrkirche St. Albert (Dornbusch)
- 1933: Pfarrkirche Mutter von der immerwährenden Hilfe (Gallus), 1944 bei den Luftangriffen auf Frankfurt am Main zerstört
- 1934–1935: Pfarrkirche Sancta Familia (Zur Heiligen Familie) (Ginnheim)

Martin Weber steht insbesondere mit den Kirchen St. Bonifatius, Heilig Kreuz und Heilig Geist neben der Frauenfriedenskirche und der Limburger Pallottinerkirche für das Neue Bauen im Sinne der Liturgischen Bewegung in der Römisch-katholischen Kirche.

### An anderen Orten
- 1927–1928: Kolpinghaus in Lorch im Rheingau
- 1927–1929: Erweiterung von Ursulinenkloster und -schule St. Angela in Königstein im Taunus (Hochtaunuskreis)
- 1928 Missionsschule der Weissen Väter Kreuzburg in Großkrotzenburg
- 1930–1931: Gemeindehaus „St.-Georg-Hof“ in Limburg (Lahn)
- 1932: Pfarrkirche St. Margaretha in Dorndorf (Landkreis Limburg-Weilburg) (Neubau unter Einbeziehung von Teilen des Vorgängerbaus)
- 1932–1933: Erweiterung der Pfarrkirche St. Katharina in Nievern (Rhein-Lahn-Kreis)
- 1935–1937: Pfarrkirche St. Kilian in Wiesbaden
- 1936: Pfarrkirche Zur Heiligen Dreifaltigkeit (Dreifaltigkeitskirche), Großholbach (Westerwaldkreis)
- 1936–1937: Pfarrkirche St. Bruno in Lötzen (Ostpreußen)
- 1937–1939: Pfarrkirche St. Barbara (Niederlahnstein) in Lahnstein-Niederlahnstein (Rhein-Lahn-Kreis)

### Bauten des Ateliers für Kirchenbaukunst
- 1922–1923: Benediktinerabtei St. Benediktusberg in Vaals (Niederlande)
- 1922–1923: Pfarrkirche St. Petrus und Paulus in Dettingen (Kreis Aschaffenburg)
- 1922–1923: Pfarrkirche St. Paul in Offenbach am Main
- 1922–1923: Pfarrkirche St. Mariae Himmelfahrt und St. Petrus und Paulus in Großwallstadt (Kreis Miltenberg)

### Arbeiten für die Benediktinerabtei Maria Laach, Kreis Ahrweiler
- 1920...1940: Neubau eines Ökonomiegebäudes
- 1921–1922: Anlage des Waldfriedhofs
- 1921...1940: Umbau und Anbauten des Hotels
- 1928–1929: Neubau des Akademieflügels und Umgestaltung des Pforten-/Gästeflügels des Abteigebäudes